# Solange Soares
Pour les articles homonymes, voir Soares.
Solange Paula Pereira Soares est une ancienne joueuse de volley-ball brésilienne naturalisée slovaque, née le 1er juillet 1980 à Belo Horizonte. Elle mesure 1,82 m et jouait au poste de réceptionneuse-attaquante. 

## Clubs
| Club                 | De        | À         |
| -------------------- | --------- | --------- |
| Olympic Club         | 1997-1998 | 1997-1998 |
| Minas Tênis Clube    | 1998-1999 | 1998-1999 |
| Macaé Sports         | 1999-2000 | 1999-2000 |
| Slávia UK Bratislava | 2000-2001 | 2006-2007 |
| VK Prostějov         | 2007-2008 | 2015-2016 |

## Palmarès
- Championnat de République tchèque
  - Vainqueur : 2009, 2010, 2011, 2012, 2013, 2014, 2015, 2016.
- Coupe de République tchèque
  - Vainqueur : 2008, 2009, 2010, 2011, 2012, 2013, 2014, 2015, 2016.
- Championnat de Slovaquie
  - Vainqueur : 2001, 2002, 2003, 2004